# Постоянная Вина
Постоя́нная Ви́на — константа, входящая в закон смещения Вина. Она является постоянным произведением температуры абсолютно чёрного тела на длину волны которой приходится излучение с максимальной интенсивностью.
Весь закон Вина выглядит так:
Lmax = b/T,

где

Lmax — длина волны, на которую приходится излучение с максимальной интенсивностью;

b — постоянная Вина;

T — абсолютная температура тела.
Численно виновская константа равна b = 0,002897771955 м·К.

## Абсолютно чёрное тело
Абсолютно чёрным телом является то, которое не отражает никаких видов излучения, но при этом само излучает его. Примером такого тела может служить, например, Солнце. Можем вычислить длину волны, на которую приходится максимум излучения. Температура поверхности Солнца примерно равна 6000 К, что соответствует оптическому излучению длины волны приблизительно 500нм.

## Другие законы абсолютно чёрного тела
Одним из самых известных законов является закон Стефана-Больцмана. Он даёт определение мощности и говорит, что она прямо пропорциональна четвёртой степени температуры:
Re={\displaystyle \sigma {\cdot }T^{4}}
Где σ — постоянная Стефана-Больцмана = {\displaystyle 5{,}67\cdot 10^{-8}}
T — температура